# 山王囲遺跡

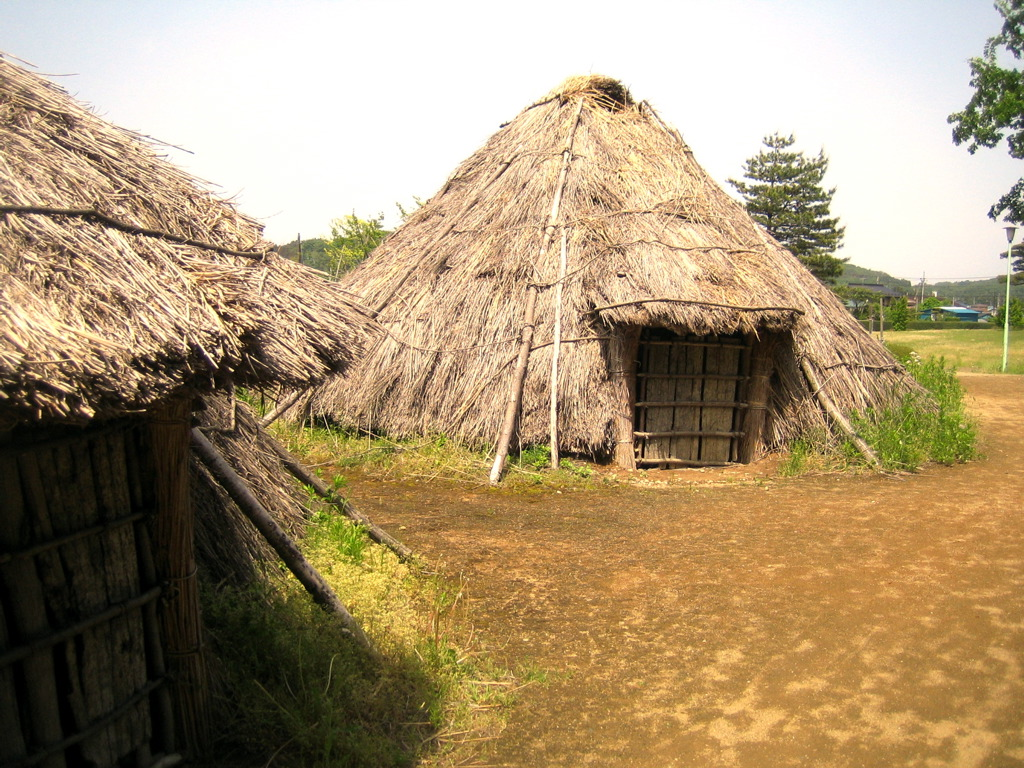
山王囲遺跡

山王囲遺跡（さんのうがこいいせき）は、宮城県栗原市（旧栗原郡一迫町真坂字山王・道満）に所在する縄文時代晩期から弥生時代中期の集落跡を中心とする複合遺跡。1971年（昭和46年）9月9日、国の史跡に指定された。

## 概要
遺跡は、迫川の支流長崎川北岸の氾濫原で自然堤防上に立地している。1962年（昭和37年）に明治大学が、1965年（昭和40年）に当時の一迫町が発掘調査を行った。

## 出土遺物
発掘調査により、上位の土層から弥生時代中期、下位の土層から縄文時代晩期の遺物が多数出土した。
弥生時代の磨消縄文を持つ土器、石器・合口甕棺（あわせぐちかめかん）などを含む遺物包含層や、縄文時代晩期後半の土器（大洞C2式・大洞A式・大洞A'式）を含む層が検出された。中でも大洞C2式と大洞A式の層は、クルミ・トチ・クリなどの果皮からなる泥炭層で、漆器や獣骨などが多量に包含されていた。
その他、土器が4000点、石鏃や石斧などの石器が1000点以上、土製耳飾りやペンダントなどが1000点以上、多数の土偶・土版・籃胎漆器・骨角器・編布、木製品などが出土している。中でも編布は本州初の発見。漆器は籃胎漆器・櫛・腕輪・耳飾り・紐状製品、ヌマガイの貝殻に漆を塗った貝器なども多数検出された。
本遺跡は、縄文時代晩期から弥生時代中期にかけての土層からの多種多様な遺物が出土し、当時の生活を知る手がかりとして貴重である。

## 環境整備
遺跡の一部は史跡公園になっており、復元された竪穴建物や資料館（山王ろまん館）がある。公園に隣接してアヤメ園があり、初夏には美しい花を咲かせる。多数の出土品が保管されている。